# 多瑙河畔米尔海姆
多瑙河畔米尔海姆（德語：Mühlheim an der Donau，發音：[ˈmyːlhaɪm ʔan deːɐ̯ ˈdoːnaʊ]）是德国巴登-符腾堡州弗赖堡行政区图特林根县的城市，面积21.74平方千米，2023年12月31日人口为3,570人。